# 梅德齊
49°50′11″N 26°59′57″E / 49.83639°N 26.99917°E
梅德齊（烏克蘭語：Медці）是位於烏克蘭西部的村莊，由赫梅利尼茨基州裡赫梅利尼茨基區的安東尼尼市鎮負責管轄。該村面積0.24平方公里，海拔高度308米，2001年人口251，人口密度每平方公里1,063.6人。